# Collegio di Ashfield
Ashfield è un collegio elettorale inglese situato nel Nottinghamshire, nelle Midlands Orientali, e rappresentato alla Camera dei comuni del Parlamento del Regno Unito. Elegge un membro del parlamento con il sistema first-past-the-post, ossia maggioritario a turno unico; l'attuale parlamentare è Lee Anderson, eletto con il Partito Conservatore nel 2019 e poi sospeso dal partito nel febbraio 2024 per commenti inappropriati. Nel marzo 2024 ha aderito al partito Reform UK.

## Estensione

Ashfield dal 2010 al 2024

- 1955-1974: i distretti urbani di Eastwood, Kirkby-in-Ashfield e Sutton-in-Ashfield, e nel distretto rurale di Basford le parrocchie di Annesley, Bestwood Park, Brinsley, Felley, Linby, Newstead, Papplewick e Selston.
- 1974-1983: i distretti urbani di Hucknall, Kirkby-in-Ashfield e Sutton-in-Ashfield, e nel distretto rurale di Basford le parrocchie di Annesley, Felley e Selston.
- 1983-2010: i ward del distretto di Ashfield di Jacksdale, Kirkby-in-Ashfield Central, Kirkby-in-Ashfield East, Kirkby-in-Ashfield West, Selston, Sutton-in-Ashfield Central, Sutton-in-Ashfield East, Sutton-in-Ashfield North, Sutton-in-Ashfield West, Underwood e Woodhouse, e i ward del borgo di Broxtowe di Brinsley, Eastwood East, Eastwood North e Eastwood South.
- 2010-2024: i ward del distretto di Ashfield di Jacksdale, Kirkby-in-Ashfield Central, Kirkby-in-Ashfield East, Kirkby-in-Ashfield West, Selston, Sutton-in-Ashfield Central, Sutton-in-Ashfield East, Sutton-in-Ashfield North, Sutton-in-Ashfield West, Underwood e Woodhouse, e i ward del borgo di Broxtowe di Brinsley, Eastwood North and Greasley Beauvale e Eastwood South.
- dal 2024: i ward del distretto di Abbey Hill; Annesley and Kirkby Woodhouse; Ashfields; Carsic; Central and New Cross; Huthwaite and Brierley; Jacksdale; Kingsway; Kirkby Cross and Portland; Larwood; Leamington; St. Mary’s; Selston; Skegby; Stanton Hill and Teversal; Summit; Sutton Junction and Harlow Wood; The Dales e Underwood, e i ward del distretto di Mansfield di Lindhurst; Pleaseley; Rufford e Sherwood.[3]

## Membri del parlamento
| Elezione | Elezione        | Deputato       | Partito      |
| -------- | --------------- | -------------- | ------------ |
|          | 1955            | William Warbey | Laburista    |
| 1966     | David Marquand  |                | Laburista    |
|          | 1977 (S)        | Tim Smith      | Conservatore |
|          | 1979            | Frank Haynes   | Laburista    |
| 1992     | Geoff Hoon      |                | Laburista    |
| 2010     | Gloria De Piero |                | Laburista    |
|          | 2019            | Lee Anderson   | Conservatore |
|          | Feb 2024        | Lee Anderson   | Indipendente |
|          | Mar 2024        | Lee Anderson   | Reform UK    |

## Elezioni

### Elezioni negli anni 2020
| Partito                    | Partito                                           | Candidato                  | Risultati 4 luglio 2024 | Risultati 4 luglio 2024 |
| Partito                    | Partito                                           | Candidato                  | Voti                    | %                       |
| -------------------------- | ------------------------------------------------- | -------------------------- | ----------------------- | ----------------------- |
|                            | Reform UK                                         | Lee Anderson               | 17 062                  | 42,78                   |
|                            | Laburista                                         | Rhea Keehn                 | 11 554                  | 28,97                   |
|                            | Ashfield Independents                             | Jason Zadrozny             | 6 276                   | 15,74                   |
|                            | Conservatore                                      | Debbie Soloman             | 3 271                   | 8,20                    |
|                            | Verdi                                             | Alexander Coates           | 1 100                   | 2,76                    |
|                            | Lib Dem                                           | Daniel Holmes              | 619                     | 1,55                    |
|                            |                                                   |                            |                         |                         |
| Iscritti                   | Iscritti                                          | Iscritti                   | 68 929                  | 100,00                  |
| ↳ Votanti (% su iscritti)  | ↳ Votanti (% su iscritti)                         | ↳ Votanti (% su iscritti)  | 39 882                  | 57,86                   |
| ↳ Astenuti (% su iscritti) | ↳ Astenuti (% su iscritti)                        | ↳ Astenuti (% su iscritti) | 29 047                  | 42,14                   |
|                            |                                                   |                            |                         |                         |
|                            | Esito: collegio passa da Conservatore a Reform UK |                            |                         |                         |

### Elezioni negli anni 2010
| Partito                    | Partito                                           | Candidato                  | Risultati 12 dicembre 2019 | Risultati 12 dicembre 2019 |
| Partito                    | Partito                                           | Candidato                  | Voti                       | %                          |
| -------------------------- | ------------------------------------------------- | -------------------------- | -------------------------- | -------------------------- |
|                            | Conservatore                                      | Lee Anderson               | 19 231                     | 39,26                      |
|                            | Ashfield Independents                             | Jason Zadrozny             | 13 498                     | 27,56                      |
|                            | Laburista                                         | Natalie Fleet              | 11 971                     | 24,44                      |
|                            | Brexit                                            | Martin Daubney             | 2 501                      | 5,11                       |
|                            | Lib Dem                                           | Rebecca Wain               | 1 105                      | 2,26                       |
|                            | Verdi                                             | Rose Woods                 | 674                        | 1,38                       |
|                            |                                                   |                            |                            |                            |
| Iscritti                   | Iscritti                                          | Iscritti                   | 78 204                     | 100,00                     |
| ↳ Votanti (% su iscritti)  | ↳ Votanti (% su iscritti)                         | ↳ Votanti (% su iscritti)  | 48 980                     | 62,63                      |
| ↳ Astenuti (% su iscritti) | ↳ Astenuti (% su iscritti)                        | ↳ Astenuti (% su iscritti) | 29 224                     | 37,37                      |
|                            |                                                   |                            |                            |                            |
|                            | Esito: collegio passa da Laburista a Conservatore |                            |                            |                            |

| Partito                    | Partito                                | Candidato                  | Risultati 8 giugno 2017 | Risultati 8 giugno 2017 |
| Partito                    | Partito                                | Candidato                  | Voti                    | %                       |
| -------------------------- | -------------------------------------- | -------------------------- | ----------------------- | ----------------------- |
|                            | Laburista                              | Gloria De Piero            | 21 285                  | 42,58                   |
|                            | Conservatore                           | Tony Harper                | 20 844                  | 41,69                   |
|                            | Ashfield Independents                  | Gail Turner                | 4 612                   | 9,23                    |
|                            | UKIP                                   | Ray Young                  | 1 885                   | 3,77                    |
|                            | Lib Dem                                | Bob Charlesworth           | 969                     | 1,94                    |
|                            | Verdi                                  | Arran Rangi                | 398                     | 0,80                    |
|                            |                                        |                            |                         |                         |
| Iscritti                   | Iscritti                               | Iscritti                   | 78 114                  | 100,00                  |
| ↳ Votanti (% su iscritti)  | ↳ Votanti (% su iscritti)              | ↳ Votanti (% su iscritti)  | 49 993                  | 64,00                   |
| ↳ Astenuti (% su iscritti) | ↳ Astenuti (% su iscritti)             | ↳ Astenuti (% su iscritti) | 28 121                  | 36,00                   |
|                            |                                        |                            |                         |                         |
|                            | Esito: collegio confermato a Laburista |                            |                         |                         |

| Partito                    | Partito                                | Candidato                  | Risultati 7 maggio 2015 | Risultati 7 maggio 2015 |
| Partito                    | Partito                                | Candidato                  | Voti                    | %                       |
| -------------------------- | -------------------------------------- | -------------------------- | ----------------------- | ----------------------- |
|                            | Laburista                              | Gloria De Piero            | 19 448                  | 41,02                   |
|                            | Conservatore                           | Helen Harrison             | 10 628                  | 22,42                   |
|                            | UKIP                                   | Simon Ashcroft             | 10 150                  | 21,41                   |
|                            | Lib Dem                                | Philip Smith               | 7 030                   | 14,83                   |
|                            | Justice for Men and Boys               | Mike Buchanan              | 153                     | 0,32                    |
|                            |                                        |                            |                         |                         |
| Iscritti                   | Iscritti                               | Iscritti                   | 77 087                  | 100,00                  |
| ↳ Votanti (% su iscritti)  | ↳ Votanti (% su iscritti)              | ↳ Votanti (% su iscritti)  | 47 409                  | 61,50                   |
| ↳ Astenuti (% su iscritti) | ↳ Astenuti (% su iscritti)             | ↳ Astenuti (% su iscritti) | 29 678                  | 38,50                   |
|                            |                                        |                            |                         |                         |
|                            | Esito: collegio confermato a Laburista |                            |                         |                         |

| Partito                    | Partito                                | Candidato                  | Risultati 6 maggio 2010 | Risultati 6 maggio 2010 |
| Partito                    | Partito                                | Candidato                  | Voti                    | %                       |
| -------------------------- | -------------------------------------- | -------------------------- | ----------------------- | ----------------------- |
|                            | Laburista                              | Gloria De Piero            | 16 239                  | 33,69                   |
|                            | Lib Dem                                | Jason Zadrozny             | 16 047                  | 33,30                   |
|                            | Conservatore                           | Garry Hickton              | 10 698                  | 22,20                   |
|                            | BNP                                    | Edward Holmes              | 2 781                   | 5,77                    |
|                            | Democratici                            | Tony Ellis                 | 1 102                   | 2,29                    |
|                            | UKIP                                   | Terry Coleman              | 933                     | 1,94                    |
|                            | Indipendente                           | Eddie Smith                | 396                     | 0,82                    |
|                            |                                        |                            |                         |                         |
| Iscritti                   | Iscritti                               | Iscritti                   | 77 361                  | 100,00                  |
| ↳ Votanti (% su iscritti)  | ↳ Votanti (% su iscritti)              | ↳ Votanti (% su iscritti)  | 48 196                  | 62,30                   |
| ↳ Astenuti (% su iscritti) | ↳ Astenuti (% su iscritti)             | ↳ Astenuti (% su iscritti) | 29 165                  | 37,70                   |
|                            |                                        |                            |                         |                         |
|                            | Esito: collegio confermato a Laburista |                            |                         |                         |

### Elezioni negli anni 2000
| Partito                    | Partito                                | Candidato                  | Risultati 5 maggio 2005 | Risultati 5 maggio 2005 |
| Partito                    | Partito                                | Candidato                  | Voti                    | %                       |
| -------------------------- | -------------------------------------- | -------------------------- | ----------------------- | ----------------------- |
|                            | Laburista                              | Geoff Hoon                 | 20 433                  | 48,59                   |
|                            | Conservatore                           | Giles Inglis-Jones         | 10 220                  | 24,30                   |
|                            | Lib Dem                                | Wendy Johnson              | 5 829                   | 13,86                   |
|                            | Ashfield Independents                  | Roy Adkins                 | 2 292                   | 5,45                    |
|                            | Indipendente                           | Kate Allsop                | 1 900                   | 4,52                    |
|                            | Veritas                                | Sarah Hemstock             | 1 108                   | 2,63                    |
|                            | Indipendente                           | Eddie Grenfell             | 269                     | 0,64                    |
|                            |                                        |                            |                         |                         |
| Iscritti                   | Iscritti                               | Iscritti                   | 73 387                  | 100,00                  |
| ↳ Votanti (% su iscritti)  | ↳ Votanti (% su iscritti)              | ↳ Votanti (% su iscritti)  | 42 051                  | 57,30                   |
| ↳ Astenuti (% su iscritti) | ↳ Astenuti (% su iscritti)             | ↳ Astenuti (% su iscritti) | 31 336                  | 42,70                   |
|                            |                                        |                            |                         |                         |
|                            | Esito: collegio confermato a Laburista |                            |                         |                         |

| Partito                    | Partito                                | Candidato                  | Risultati 7 giugno 2001 | Risultati 7 giugno 2001 |
| Partito                    | Partito                                | Candidato                  | Voti                    | %                       |
| -------------------------- | -------------------------------------- | -------------------------- | ----------------------- | ----------------------- |
|                            | Laburista                              | Geoff Hoon                 | 22 875                  | 58,13                   |
|                            | Conservatore                           | Julian C.T. Leigh          | 9 607                   | 24,41                   |
|                            | Lib Dem                                | William E. Smith           | 4 428                   | 11,25                   |
|                            | Indipendente                           | Charlie Harby              | 1 471                   | 3,74                    |
|                            | Alleanza Socialista                    | George Watson              | 589                     | 1,50                    |
|                            | Laburista Socialista                   | Katrina R. Howse           | 380                     | 0,97                    |
|                            |                                        |                            |                         |                         |
| Iscritti                   | Iscritti                               | Iscritti                   | 73 414                  | 100,00                  |
| ↳ Votanti (% su iscritti)  | ↳ Votanti (% su iscritti)              | ↳ Votanti (% su iscritti)  | 39 350                  | 53,60                   |
| ↳ Astenuti (% su iscritti) | ↳ Astenuti (% su iscritti)             | ↳ Astenuti (% su iscritti) | 34 064                  | 46,40                   |
|                            |                                        |                            |                         |                         |
|                            | Esito: collegio confermato a Laburista |                            |                         |                         |

## Risultati dei referendum
|             | Collegio | Lasciare UE % | Rimanere in UE % |
| ----------- | -------- | ------------- | ---------------- |
|             | Ashfield | 70,5%         | 29,5%            |
| Inghilterra | 53,3%    | 46,7%         |                  |
| Regno Unito | 51,9%    | 48,1%         |                  |